# Peredușcelne, Bahciîsarai
Peredușcelne (în ucraineană Передущельне) este un sat în comuna Verhoricicea din raionul Bahciîsarai, Republica Autonomă Crimeea, Ucraina.

## Demografie
Componența lingvistică a localității Peredușcelne
     Rusă (81,67%)
     Tătară crimeeană (14,38%)
     Ucraineană (2,69%)
     Alte limbi (0,64%)
Conform recensământului din 2001, majoritatea populației localității Peredușcelne era vorbitoare de rusă (81,67%), existând în minoritate și vorbitori de tătară crimeeană (14,38%) și ucraineană (2,69%).